# Thomas Cantrell Dugdale
Pour les articles homonymes, voir Dugdale.
Thomas Cantrell Dugdale, né à Blackburn le 2 juin 1880 et mort à Londres le 13 novembre 1952, est un peintre britannique.

## Biographie
Il commence ses études à la Manchester Grammar School puis entre à la Manchester School of Art (en) avant de rejoindre le Royal College of Art. Il les perfectionne à la City and Guilds of London Art School (en), à l'Académie Julian où il est élève de Marcel Baschet, Gerald Moira et William Bouguereau et à l'Académie Colarossi.
Il expose dès 1901 à la Royal Academy et y exposera jusqu'à sa mort. Engagé dans l'armée en 1910, Sergent lors de la Première Guerre mondiale, il sert dans le Middlesex Yeomanry (en) en Égypte, en Palestine et à Gallipoli. Il y effectue alors des portraits et des paysages dont quatre sont acquises par le British War Memorials Committee (en) et d'autres exposées en avril 1919 à la Leicester Galleries. Membre du Salon des artistes français, il y obtient une médaille d'argent en 1921 et y expose en 1929 la toile Patricia.
Il commande, de juillet 1940 à juillet 1945, lors de la Deuxième Guerre mondiale, une Home Guard dans le Suffolk et peint de nombreux portraits pour le War Artists' Advisory Committee (en).
Dugdale est aussi l'auteur de couvertures de nombreux ouvrages et travailla aussi dans l'art du textile. Il épouse en 1916 la peintre Amy Katherine Browning.

## Œuvre

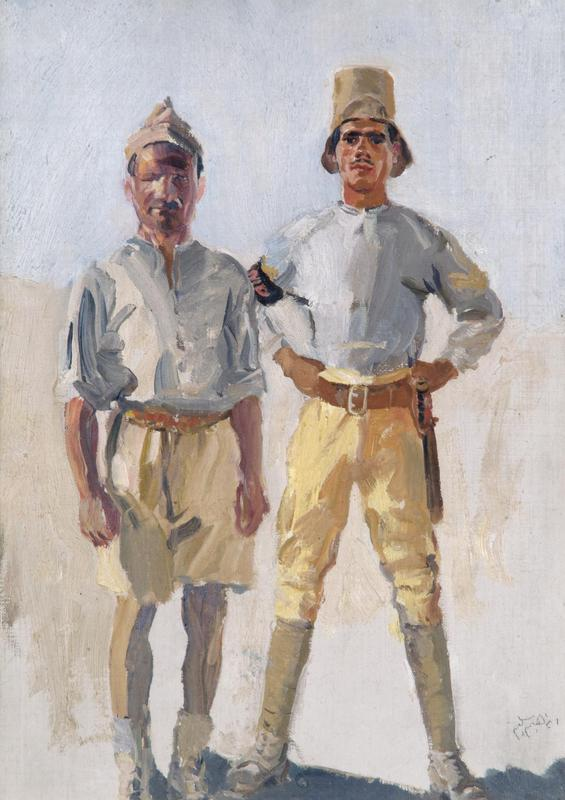
Military Policemen in Palestine, vers.1918

- Le Thé, 1920, huile sur toile, 71 × 91 cm, Collection privée[8]